# فشار غاز (مقاطعة فراشبند)
فشار غاز (بالإنجليزية: Feshargaz Amplification Station)‏ هي human-geographic territorial entity تقع في فارس في إيران. يقدر عدد سكانها بـ 15 نسمة .